# Рылло, Александр Антонович
Александр Антонович Рылло (1876, Ростов-на-Дону — 1942, Ленинград) — российский и советский оператор документального и игрового кино.

## Биография
Родился в Ростове-на-Дону. С 1907 года работал в качестве лаборанта в Торговом доме Александра Ханжонкова. Первой операторской работой стал фильм «Оборона Севастополя» (совместно с Луи Форестье). В 1915 году перешёл в фирму В. Венгерова и В. Гардина, затем к Д. Харитонову. С 1924 года работал оператором на Ленинградской фабрике «Госкино». С 1935 года — инспектор ОТК на киностудии «Ленфильм».
Скончался 1942 году в блокадном Ленинграде.

## Фильмография
- 1911 — Оборона Севастополя (совместно с Л. Форестье)
- 1911 — Парад войск в присутствии Николая II (документальный)
- 1912 — 1812 год
- 1912 — Братья-разбойники
- 1912 — Снохач
- 1913 — Бэла
- 1913 — Братья
- 1913 — Горе Сарры
- 1913 — Жизнь, как она есть
- 1913 — Жилец с патефоном
- 1913 — За дверями гостиной
- 1913 — Княгиня Бутырская
- 1913 — Обрыв
- 1914 — Бамбуковое положение
- 1914 — Волга и Сибирь
- 1914 — Сказка о спящей царевне и семи богатырях
- 1915 — Гранатовый браслет
- 1915 — Крик жизни
- 1915 — Накануне
- 1916 — Барышня из кафе
- 1916 — Белая роза
- 1916 — Вова приспособился
- 1916 — Воскресший Дон-Жуан
- 1916 — Дело доктора Мореля
- 1916 — Его глаза
- 1916 — Зеленый паук
- 1916 — Королева мертвых
- 1916 — Любовь среди декораций
- 1916 — Роковой талант
- 1916 — Ребёнок-крошка
- 1917 — Человек-зверь
- 1917 — Столичный яд
- 1917 — В золотой клетке
- 1917 — Блуждающие огни
- 1918 — Честное слово
- 1918 — Тереза Ракен
- 1918 — Мимо счастья
- 1918 — Живой труп
- 1919 — Фауст
- 1921 — Деревня на переломе (короткометражный)
- 1924 — Теплая компания
- 1924 — К надземным победам
- 1924 — Враги
- 1925 — Путешествие трудовых копеек (короткометражный)
- 1925 — Вздувайте горны, или Первые ласточки
- 1926 — Песнь тундры
- 1926 — Вор, но не багдадский (короткометражный)
- 1926—333 несчастья (короткометражный)
- 1927 — В погоне за счастьем, или Навздогін на долею
- 1928 — Ася